# Ines Österle
Ines Österle (Stuttgart, 11 maart 1984) is een Duits voetbalspeelster. In seizoen 2007–08 speelde ze voor AC Milan.
Ook speelde Österle 41 wedstrijden in de Duitse Bundesliga, voor SC Freiburg, waarin ze driemaal scoorde.
In 2009 stopte Österle met voetbal.

## Statistieken
| Seizoen | Club        | Land   | Competitie | Wedstrijden | Doelpunten |
| ------- | ----------- | ------ | ---------- | ----------- | ---------- |
| 2008/09 | Fiammamonza | Italië | SAW        | ?           | 4          |
| Totaal  | Totaal      | Totaal | Totaal     | ?           | 4          |

Laatste update: maart 2021

## Privé
Österle studeerde Sport en Economie aan de Universiteit van Freiburg en aan de Bocconi-universiteit in Milaan.
Na haar actieve voetbalcarrière startte Österle samen met Klaus Österle een voetbalschool voor Roma-kinderen.